# 神奈川県立平塚農商高等学校
神奈川県立平塚農商高等学校（かながわけんりつひらつかのうしょうこうとうがっこう）は、神奈川県平塚市にある公立の高等学校。
2020年（令和2年）に神奈川県立平塚農業高等学校と神奈川県立平塚商業高等学校が統合する形で開校した。旧平塚農業高校の校舎を農業校舎、旧平塚商業高校の校舎を商業校舎として利用している。

## 沿革
2020年（令和2年）4月1日開校　新型コロナウイルスの影響で入学式が2ヶ月遅れの6月4日に行われた。

## 教育方針・学校目標

### 教育方針
- 農業教育、商業教育を通して、産業の発展及び社会の発展に寄与する人材育成に努める。
- 社会人基礎力を身に付けつけさせ、時代の進展に伴う諸課題に対応する専門教育を行う。

### 学校目標
- 主体的に学ぶ意欲と実学を学ぶ精神を育み、国際社会に貢献できる農業、商業のスペシャリストを育成する。
- 心身ともに健全で、知徳体の調和のとれた人間性豊かな人材を育成する。
- 農業及び商業教育を通じて自己肯定感を育み、産業豊かな地域づくりに貢献できる人材を育成する。

## 部活動・クラブ

### 部活動

#### 運動部
- テニス部
- 硬式野球部
- 剣道部
- 男子バスケットボール部
- ダンス部
- 卓球部
- ソフトテニス部
- 軟式野球部
- 山岳部
- バドミントン部
- 女子バレーボール部
- ソフトボール部（女子）
- サッカー部
- 女子バスケットボール部
- 陸上競技部
- 男子バレーボール部

#### 文化部
- 演劇部
- イラスト部
- JRC部
- 写真部
- 美術部
- 家庭部
- 華道部
- 書道部
- 吹奏楽部
- 文芸部
- 軽音楽部
- 茶道部（表千家、裏千家）
- 新聞部

#### 商業活動部
- 簿記部
- 計算事務部
- ワープロ部
- マーケティング部
- コンピューター部

### 農業クラブ研究班
- 野菜研究班
- 造園研究班
- フラワーデザイン研究班
- 食品加工研究班
- 簿記研究班
- 花卉研究班
- 作物機会研究班
- 微生物利用研究班
- 食料生産研究班
- 食品化学研究班
- 果樹園芸研究班
- 園芸科学研究班
- 情報処理研究班

## アクセス

### 農業校舎
平塚駅北口バスターミナルから神奈川中央交通バス利用で「平塚農商高校」下車徒歩1分
- 3番乗り場
  - 平22 諏訪町・平塚農商高校経由市民病院前行
  - 平77 市民病院経由東海大学行
  - 平21 中里・平塚農商高校経由金田公民館行

- 10番乗り場
  - 平28 中里・平塚農商高校経由湘南日向岡行

### 商業校舎
平塚駅北口バスターミナルから神奈川中央交通バス利用で「桜ヶ丘」下車徒歩3分
- 10番乗り場
  - 平26 市民病院経由高村団地行
  - 平29 山下団地経由高村団地行

- 1番乗り場（～12:59）・11番乗り場（13:00～）
  - 平37 神奈川大学校舎前行
  - 平38 トンネル経由神奈川大学校舎前行